# Ишем, Фейт
Фейт И́шем (англ. Faith Esham; род. 6 августа 1948) — американская певица, сопрано.

## Биография
Окончила Джульярдскую школу, ученица Беверли Пек Джонсон. С 1977 г. в труппе Нью-Йоркской оперы (первоначально меццо-сопрано). В 1980 г. стала одной из победительниц Наумбурговского конкурса молодых исполнителей.

## Достижения
Среди наиболее ярких партий Ишем — Сюзанна в моцартовской «Свадьбе Фигаро», Мелизанда в «Пелеасе и Мелизанде» Дебюсси, Микаэла в «Кармен» Бизе (в том числе в известной французской экранизации).